# لويزة ليمونية
لويزة ليمونية   (الاسم العلمي:Aloysia citriodora) وتعرف باسم رعي الحمام الليموني (بالإنجليزية: Lemon verbena)‏  أو «التّْرُنْجِيَّة» في تونس، هي نوع نباتي يتبع جنس اللويزة من فصيلة اللويزية

## تسميات
يعرف هذا النبات باللويزة والليمونية وأحيانا بالمليسة ولكن يجب الانتباه إلى أن هذا النبات مختلف عن المليسة المخزنية أو الترنجان أو حشيشة النحل (باللاتينية: Melissa officinalis).	و اللويزة وهو معرب عن الاسم العلمي لجنس هذا النبات Aloysia المشتق من أسم زوجة ملك إسبانيا (1788 – 1808) كارلوس الرابع (بالإسبانية: Carlos IV de España)‏ ماريا لويزا (بالإنجليزية: Maria Luisa of Parma)‏.

## مرادفات الأسم العلمي
- (باللاتينية: Aloysia triphylla)
- (باللاتينية: Lippia citrodora)
- (باللاتينية: Lippia triphylla)
- (باللاتينية: Verbena triphylla)
- (باللاتينية: Zappania citrodora)

## المواد الفعالة
زيت أساسي يتألف بشكل رئيسي من السترال.